# III Państwowe Liceum i Gimnazjum im. Króla Stefana Batorego we Lwowie
III Państwowe Liceum i Gimnazjum im. Króla Stefana Batorego we Lwowie – polska szkoła z siedzibą we Lwowie w okresie II Rzeczypospolitej, od 1938 o statusie gimnazjum i liceum ogólnokształcącego.

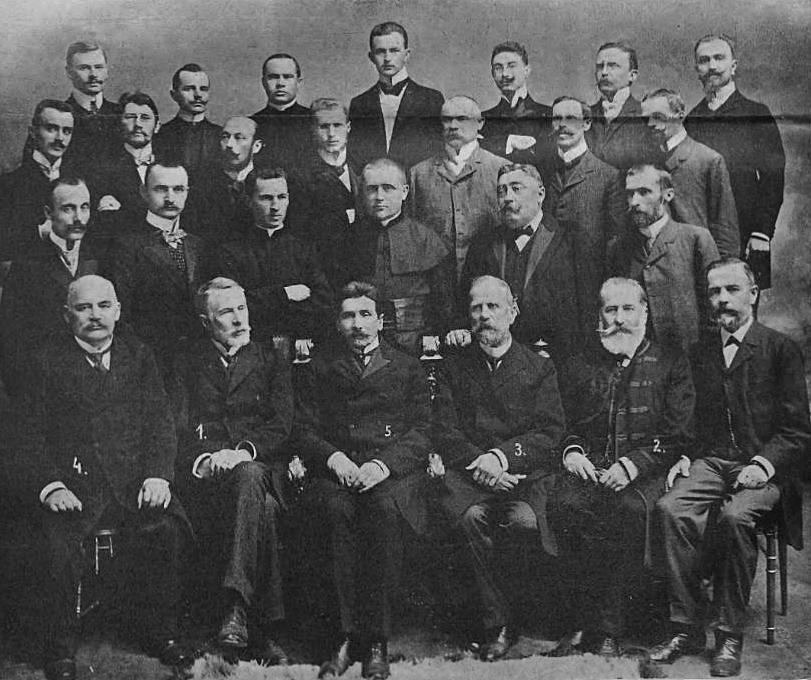
Grono pedagogiczne w 1906

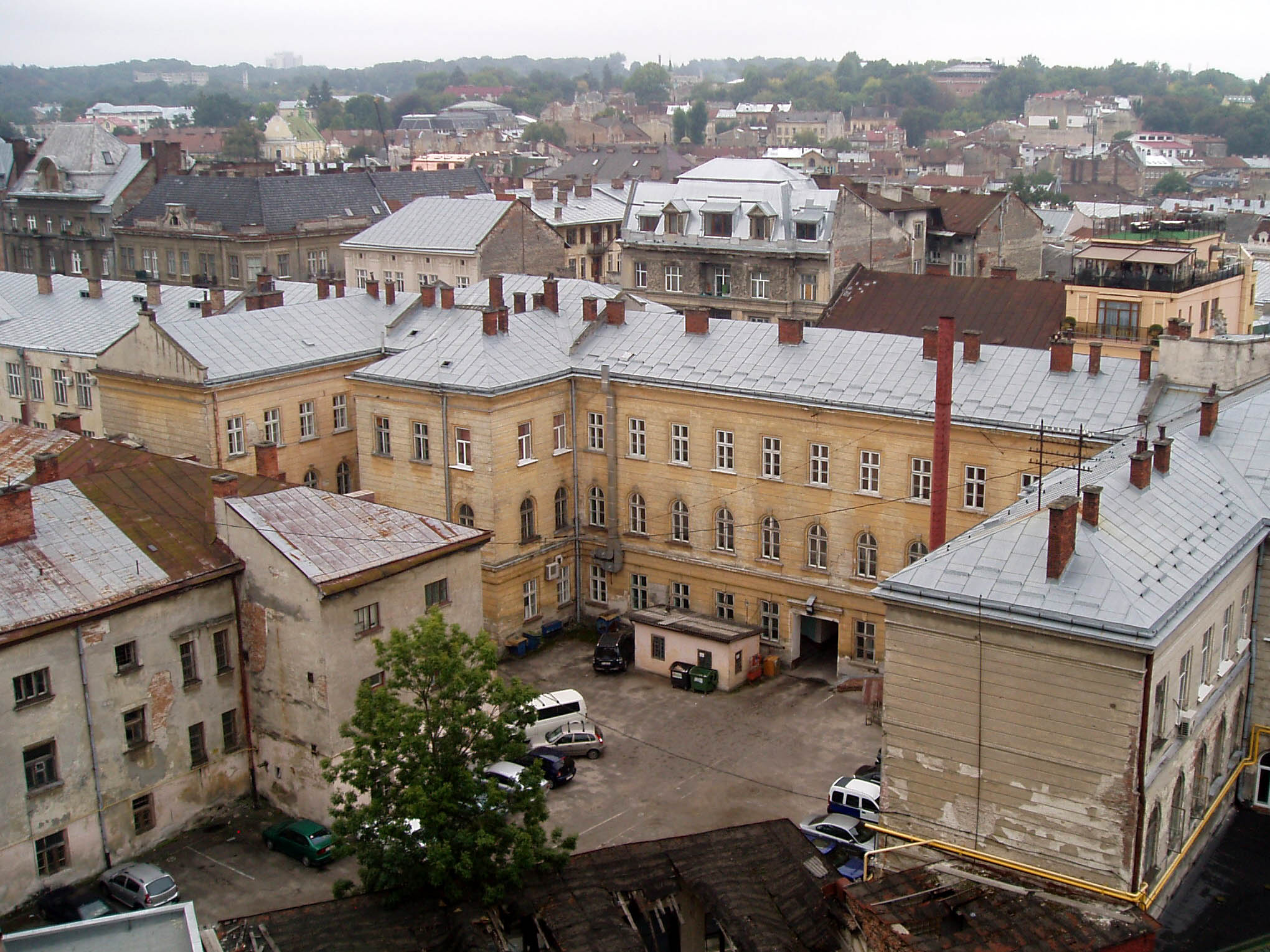
Kompleks zabudowań dawnego gimnazjum

## Historia
W okresie zaboru austriackiego zakład był najstarszą placówką z językiem polskim wykładowym we Lwowie. Przed powstaniem tej szkoły istniały dwa gimnazja z wykładowymi językami niemieckim i ruskim. Później działały we Lwowie trzy gimnazja: Akademickie (wykładowy język ruski; zwyczajowo nazywane nr I) oraz II Gimnazjum (wykładowy język niemiecki) i III Gimnazjum (wykładowy język polski).
Szkoła została utworzona staraniem C.K. Namiestnika Galicji, Agenora Gołuchowskiego. Z dniem 1 listopada 1850 otwarto oddziały równoległe klas I-IV z polskim językiem nauczania, wydzielone z C.K. II Gimnazjum we Lwowie z niemieckim językiem nauczania. Początkowo filia funkcjonowała w miejskim ratuszu, następnie w kamienicy przy placu Kapitulnym obok kaplicy Boimów (dla której wydano zezwolenie na wykładanie w języku polskim).
W 1857 filia otrzymała imię patrona cesarza Franciszka Józefa. W 1858 została przekształcona w zakład samodzielny pod nazwą „C.K. Gimnazjum im. Franciszka Józefa we Lwowie”, któremu zagwarantowano prawa języka polskiego jako wykładowego. W 1863 zostało podniesione do pełnego gimnazjum wyższego. Początkowo gimnazjum było ulokowane w wynajmowanym lokalu w kamienicy „Pod Gęsią” przy ulicy Blacharskiej 13, po czym zostało umieszczone w zabudowaniach klasztoru bernardynów przy ulicy Wałowej 18 (potem działały tam V Gimnazjum i X Gimnazjum). Celem gminy miasta Lwowa było funkcjonowanie gimnazjum w wykładowym językiem polskim, za co władze miasta deklarowały wybudowanie gmachu dla szkoły. W 1869 wydano dekret rządu austriackiego o  wprowadzeniu języka polskiego do szkół i urzędów. Pomimo nauczania w języku polskim gmina Lwowa potwierdziła 9 listopada 1869 zobowiązanie o wystawieniu nowego gmachu, a także do płacenia rocznej dotacji w kwocie 500 zł. oraz utrzymywania zakładu.
19 września 1876 otwarto i poświęcono nowo wybudowany gmach III Gimnazjum, wzniesiony z funduszy gminy miasta, który powstał na gruzach kościoła i klasztoru oo. karmelitów. Nowa siedziba była położona pod adresem ulicy Halickiej 5 – u zbiegu tej ulicy i ulicy Kamiennej - później ul. Kubali (w przyszłości adresem szkoły była ul. Stefana Batorego 5), zaś autorem projektu budynku był architekt Juliusz Hochberger. Na fasadzie frontowej gmachu zostały umieszczone posągi wykonane przez rzeźbiarza Tadeusza Barącza, przedstawiające m.in. Mikołaja Kopernika, Adama Mickiewicza, Tadeusza Czackiego, Józefa Maksymiliana Ossolińskiego, Jędrzeja Śniadeckiego i Jana Długosza. Gmina miejska, obok ufundowania gmachu, zastrzegła sobie na zawsze warunek, że nauka w szkole będzie prowadzona w języku polskim.
III Gimnazjum uznano za macierz innych zakładów lwowskich, jako że z jego struktur wykształcały się inne gimnazja: 
- W 1876 dokonano odłączenia z gimnazjum 9 klas jako filię (sekcję) zakładu, która od 1880 funkcjonowała jako osobne C.K. IV Gimnazjum z wykładowym językiem polskim i było ulokowane w starej siedzibie klasztornej przy ulicy Wałowej[11][12][6].
- W ramach C.K. III Gimnazjum powstała filia, która w roku szkolnym 1890/1891 i 1891/1892 obejmowała cztery niższe klasy gimnazjalne w ośmiu oddziałach, a od 1 września 1892 formalnie działało C.K. V Gimnazjum w wyniku przekształcenia dotychczasowej filii[13][14][12][6].
- Ponadto od 1897 istniała trzecia filia C.K. III Gimnazjum, z której 1905 zostało utworzone samoistne C.K. VII Gimnazjum we Lwowie[15]. Po latach III Gimnazjum zyskało miano „macierzy” dla innych lwowskich gimnazjów, które wywodziły się z niego jako filie, a finalnie usamodzielniały się w osobne zakłady[2].

11 października 1908 odbyły się uroczystości 50-lecia istnienia gimnazjum, podczas których pontyfikalną mszę św. odprawił wychowanek szkoły bp Władysław Bandurski. W 1908 została wydana Księga pamiątkowa półwiekowego jubileuszu Gimnazyum im. Franciszka Józefa I. we Lwowie 1858-1908, którą napisał Józef Białynia Chołodecki.
U kresu I wojny światowej, z uwagi na przebieg walk o Lwów w listopadzie 1918 w trakcie wojny polsko-ukraińskiej wskutek utrudnień zaprowadzono przerwy w działalności szkoły (od 24 października do 11 grudnia 1918, od 21 grudnia 1918 do 23 kwietnia 1919). Gmach szkoły został zamieniony na koszary Legii Kobiecej, wobec czego od końca kwietnia naukę prowadzono w zabudowaniach oo. bernardynów. Po odzyskaniu przez Polskę niepodległości i nastaniu II Rzeczypospolitej, w 1919 szkoła na wniosek zatrudnionej w niej nauczycieli została przemianowana na „III Państwowe Gimnazjum im. Króla Stefana Batorego we Lwowie”. Przeszkody istniały także podczas wojny polsko-bolszewickiej, gdy w gmachu gimnazjum był ulokowany sztab 3 Armii.
Powrót do normalnej nauki nastąpił w roku szkolnym 1921/22, zaś wtedy pojawiły się potrzeby np. remontu infrastruktury, zgromadzenia grona pedagogicznego. W latach 20. szkoła miała profil męski i nadał była prowadzona w typie klasycznym. Tzw. nowy program gimnazjum klasycznego dawnego typu wprowadzano do niższego gimnazjum od 1923/24, w wyższym gimnazjum od 1924/25 z zamierzeniem obowiązywania w całym gimnazjum w roku szkolnym 1928/29. W przedsionku gmachu gimnazjum ustanowiono tablicę pamiątkową honorującą uczniów szkoły, poległych w walkach w obronie Lwowa w listopadzie 1918 w trakcie wojny polsko-ukraińskiej oraz podczas wojny polsko-bolszewickiej. Od 1922 gimnazjaliści nosili czapki-rogatywki w kolorze popielaty z bordowym otokiem.
Zarządzeniem Ministra Wyznań Religijnych i Oświecenia Publicznego Wojciecha Świętosławskiego z 23 lutego 1937 „III Państwowe Gimnazjum im. Króla Stefana Batorego we Lwowie” zostało przekształcone w „III Państwowe Liceum i Gimnazjum im. Stefana Batorego we Lwowie” (państwową szkołę średnią ogólnokształcącą, złożoną z czteroletniego gimnazjum i dwuletniego liceum), a po wejściu w życie tzw. reformy jędrzejewiczowskiej szkoła miała charakter męski, a wydział liceum ogólnokształcącego był prowadzony w typie klasycznym.
Do 1939 szkoła mieściła się pod adresem ulicy Stefana Batorego 5 (obecna ulica Kniazia Romana). We współczesnej Ukrainie budynek gimnazjum został siedzibą instytutu Politechniki Lwowskiej.

## Dyrektorzy
- Franciszek Szynglarski (1858–1864)[26]
- Andrzej Morowski (1864–1868)[12]
- Stanisław Sobieski (1868–1872)[12]
- Andrzej Oskard (1872–1874)[12]
- dr Zygmunt Samolewicz (1874 – IV 1889)[27][28]
  - Ludwik Kubala (kier. 2 I – 29 X 1887)[a][29]
- Michał Służewski (kier. 1 V 1889 – 1889)[29]
- Wojciech Biesiadzki (3 VII 1889 – )[30]
- dr Franciszek Tomaszewski (28 IX 1904 – 1907)[31][32][29]
- dr Konstanty Wojciechowski (kier. od 15 X 1907)[b][29][6]
- Dezydery Ostrowski (kier. od 15 X 1910)[29]
- Stanisław Schneider (kier. od 1 X 1911, dyr. od 14 XII 1912)[29]
- dr Wincenty Śmiałek (kier. od 5 X 1915)[29]
- dr Konstanty Wojciechowski (od 1 IX 1917 – 1921)[33]
- Emanuel Roszko (kier. od 1 IV 1921 – 31 VII 1922)[33][5][6]
- dr Konstanty Wojciechowski (1 VIII 1922 – 14 IV 1923)[33]
- Emanuel Roszko (kier. 15 IV 1923 – 31 VIII 1926)[33]
- Antoni Zubczewski (1 VIII 1925 -)[34][35][c]
- dr Adolf Bednarowski (1 IX 1926[36][29][37] – 1935)[6]
- Władysław Szujski (kier. od 1 X 1927)[33][6]
- dr Władysław Chodaczek (p.o. dyrektora, 1938-)[38]

## Nauczyciele
- Kazimierz Ajdukiewicz
- Włodzimierz Bańkowski
- Ferdynand Bostel
- Wilhelm Bruchnalski
- Jan Bryk
- Edward Charkewycz
- Józef Czernecki
- Bolesław Czuruk
- Józef Drzewicki
- Ryszard Gawlikowski
- Antoni Gołkowski
- Bronisław Gubrynowicz
- Władysław Gubrynowicz
- Stanisław Homme
- Stefan Kaczmarz
- Zygmunt Klemensiewicz
- Henryk Kopia
- Jan Krystyniacki
- Ludwik Kubala
- Antoni Kwiatkowski
- Celestyn Lachowski
- Marian Łomnicki
- Antoni Łukasiewicz
- Aleksander Medyński
- Franciszek Majchrowicz
- Wacław Mejbaum
- Maria Bianka Mossoczy
- Hipolit Neuwirth
- Wiktor Osiecki
- Hipolit Parasiewicz
- Fryderyk Papée
- Ignacy Petelenz
- Franciszek Próchnicki
- Karol Rawer
- Antoni Rzepka
- Zygmunt Samolewicz
- Aleksander Semkowicz
- Kazimierz Sochaniewicz
- Tomasz Sołtysik
- Wincenty Stroka
- Antoni Soświński
- Bolesław Szomek
- Franciszek Terlikowski
- Franciszek Tomaszewski
- Anatol Wachnianin
- Władysław Ignacy Wisłocki
- Władysław Witwicki
- Juliusz Zaleski
- Zdzisław Żygulski

## Absolwenci i uczniowie
Osoby podane w kolejności alfabetycznej. W nawiasach podano datę ukończenia gimnazjum z egzaminem dojrzałości bądź informację o tymczasowej nauce. Imienną listę uczniów gimnazjum w latach 1858–1908 zestawił Józef Białynia Chołodecki w „Księdze pamiatkowej ...”.

- Tadeusz Adamczyk – nauczyciel (1911)
- Kazimierz Agopsowicz – prawnik, ziemianin (1894)
- Kazimierz Ajdukiewicz – filozof i logik (1908)
- Oswald Balzer – historyk ustroju i prawa polskiego (1878)
- Władysław Bandurski – biskup (1883)
- Zenon Bańkowski – sędzia
- Kazimierz Barancewicz – podpułkownik inżynier (1901)
- August Bezucha – sędzia, adwokat
- Piotr Bieńkowski – archeolog (1882)
- Ludwik Birkenmajer – historyk (1873)
- Wasyl Bławacki – prawnik (1908)
- Antoni Borzemski – historyk, nauczyciel (1884)
- Wilhelm Bruchnalski – historyk literatury (1878)
- Emanuel Bujak – nauczyciel (1890)
- Wiktor Chajes – bankier, polityk (relegowany)
- Marceli Chlamtacz – profesor prawa
- Tadeusz Cyprian – karnista, sędzia (1916)
- Włodzimierz Czajkowski – nauczyciel (1884)
- Tadeusz Czarkowski-Golejewski – ziemianin, urzędnik, poseł (1871)
- Józef Czernecki – nauczyciel
- Wincenty Czernecki – lekarz, oficer (1895)
- Adam Ferdynand Czyżewicz – lekarz, oficer (1895)
- Jakub Dęboróg-Bylczyński – pedagog, krytyk muzyczny (1899)
- Michał Danielak – adwokat, polityk (1887)
- Aleksander Domaszewicz – lekarz (1906)
- Antoni Maciej Durski – działacz sokoli (1871)
- Ludwik Dworzak – prawnik (1918)
- Łucja Frey-Gottesman – lekarz neurolog (1907)
- Jan Gerhard – oficer LWP, poseł na Sejm PRL
- Kazimierz Gluziński – działacz narodowy (1918)
- Kajetan Golczewski – nauczyciel (1896)
- Stanisław Gołąb – prawnik (1896)
- Kazimierz Grabowski – prawnik, urzędnik, wojewoda lwowski (1884)
- Bronisław Gubrynowicz – historyk literatury (1888)
- Wiktor Hahn – historyk (1889)
- Adam Hanuszkiewicz – aktor i reżyser teatralny
- Roman Hausner – prawnik administratywista (1901)
- Stanisław Homme – nauczyciel (1896)
- Roman Ingarden – profesor (1911)
- Karol Irzykowski – krytyk, pisarz (1889)
- Stanisław Jasieniuk-Obertyński – sędzia (1883)
- Leon Kalina – lekarz (1911)
- Stanisław Kętrzyński – historyk, dyplomata (1895)
- Wilhelm Kliszcz – sędzia
- Roman Klus – mechanik (nauka przerwana)
- Wawrzyniec Kubala – prawnik, polityk (1903)
- Eugeniusz Kwiatkowski – minister, wicepremier (nauka 1898-1902)
- Henryk de Lapierre – oficer
- Tadeusz Ladenberger, później Tadeusz Ładogórski – historyk (1924)
- Bronisław Laskownicki – dziennikarz, literat (absolwent)
- Wenanty Lityński – inżynier agronom, oficer Wojska Polskiego
- Henryk Loewenherz – adwokat, polityk, poseł i senator II RP (1889)
- Włodzimierz Łuczkiewicz – prawnik (1878)
- Kazimierz Majewski – lekarz okulista (1891)
- Tadeusz Manasterski – oficer (1911)
- Józef Marian Mazanowski – żołnierz (1917)
- Aleksander Milski – dziennikarz (1881)
- Aleksander Morawski – oficer, prawnik, polityk (1895)
- Ryszard Nazarewicz – partyzant AL, historyk (1939)
- Ludwik Ollender – duchowny rzymskokatolicki (1960)
- Tadeusz Onyszkiewicz – lekarz (1925)
- Kazimierz Ostaszewski-Barański – literat
- Mieczysław Pańkowski – zootechnik (1884)
- Mieczysław Paszkudzki – właściciel ziemski (1872)
- Antoni Maciej Durski – działacz sokoli (1871)
- Jerzy Pepłowski – oficer Wojska Polskiego (1911)
- Emil Petzold – filolog (1878)
- Jan Pieracki – prawnik, poseł na Sejm RP (1890)
- Władysław Pilat – ekonomista, socjolog, (1876)
- Ryszard Pietruski – aktor
- Jan Kanty Piętak – prawnik, urzędnik (1903)
- Władysław Podlacha – historyk (1895)
- Adam Próchnik – historyk, poseł (1909)
- Józef Przygodzki – oficer
- Artur Rapaport – filolog (1907)
- Karol Ripa – ekonomista, urzędnik konsularny (1913)
- Jan Rucker – przemysłowiec (1884)
- Leon Paweł Sapieha – polityk (1875)
- Kazimierz Sarnicki – oficer (1916)
- Antoni Schultis – urzędnik (1886)
- Ludwik Schweizer – pułkownik dyplomowany kawalerii Wojska Polskiego (1912)
- Aleksander Semkowicz – historyk, nauczyciel, archiwista (1869[40])
- Władysław Semkowicz – historyk (1895)
- Stanisław Sieniakiewicz – aktor, urzędnik
- Władysław Sikorski – generał broni Wojska Polskiego, premier Rządu na Uchodźstwie (1902)
- Adam Skałkowski – historyk (1896)
- Kazimierz Sochaniewicz – historyk (1910)
- Leonard Stahl – żołnierz, polityk (1884)
- Wincenty Spaltenstein – prawnik, polityk (1909)
- Stanisław Srokowski – prawnik, oficer (1906)
- Stanisław Starzyński – prawnik, polityk, semrektor Uniwersytetu Lwowskiego (1871)
- Marian Steifer – oficer
- Adam Szediwy – prawnik oficer (1908)
- Józef Tesznar – oficer
- Kazimierz Thullie – duchowny rzymskokatolicki (1903)
- Eugeniusz Wawrzkowicz – historyk, oficer (1903)
- Michał Witwicki – architekt i konserwator zabytków
- Władysław Witwicki – psycholog, filozof, tłumacz i artysta (1896)
- Tadeusz Wrześniowski – dziennikarz (1881)
- Jan Zahradnik – poeta, kryty literacki
- Zdzisław Żygulski – historyk i teoretyk sztuki (1939)